# 백일홍아족
백일홍아족(----亞族, 학명: Zinniinae 진니나이[*])은 국화아과에 속하는 쌍떡잎 종자식물의 아족 분류군이다.

## 분포 및 자생지
백일홍아족의 종은 주로 아메리카 대륙에 분포한다. 다른 곳은 종은 주로 귀화종이다.

## 하위 속
- 자주천인국속 (Echinacea)
- 하늘바라기속 (Heliopsis)
- Philactis
- Sanvitalia
- Tehuana
- Trichocoryne
- 백일홍속 (Zinnia)

## 사진

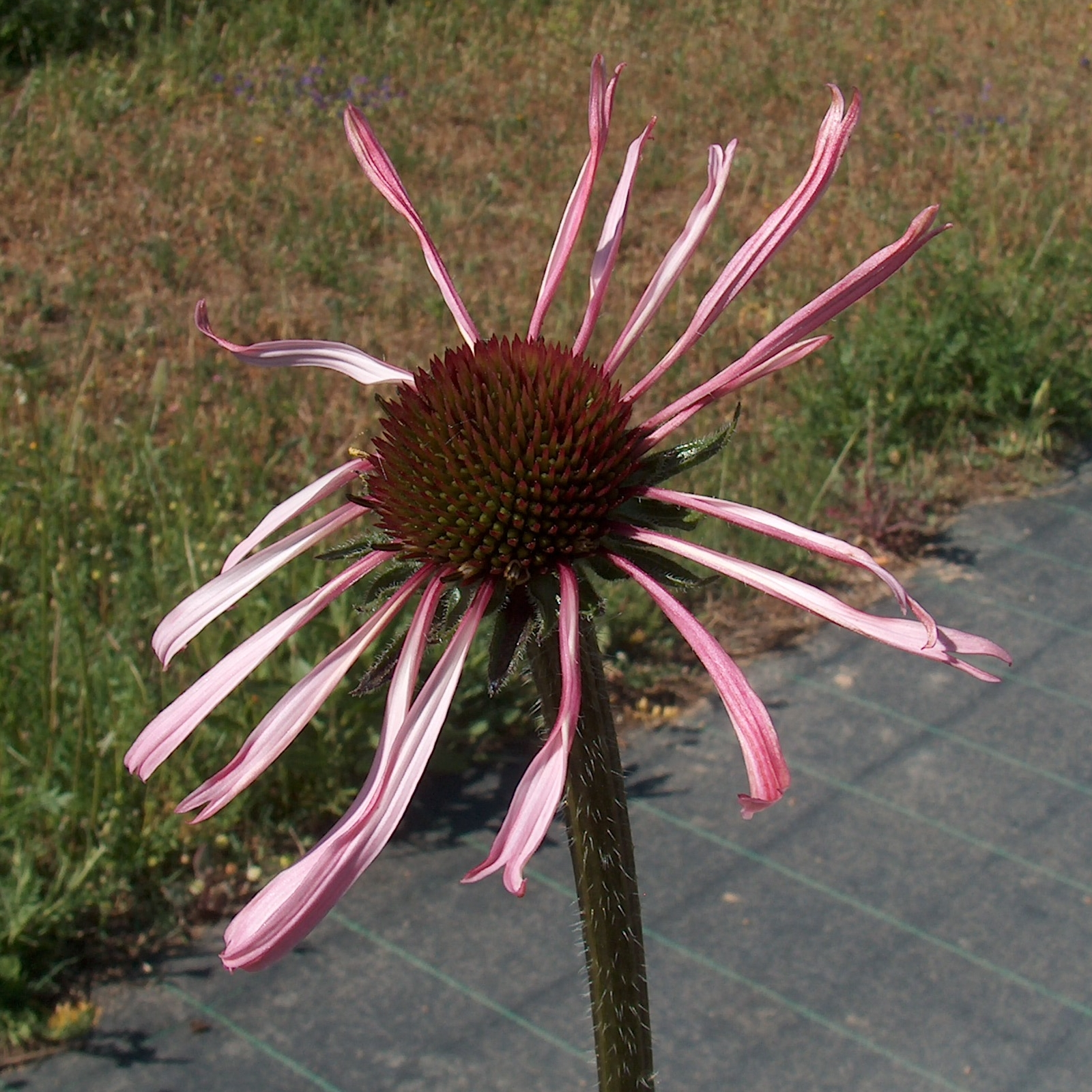
Echinacea angustifolia
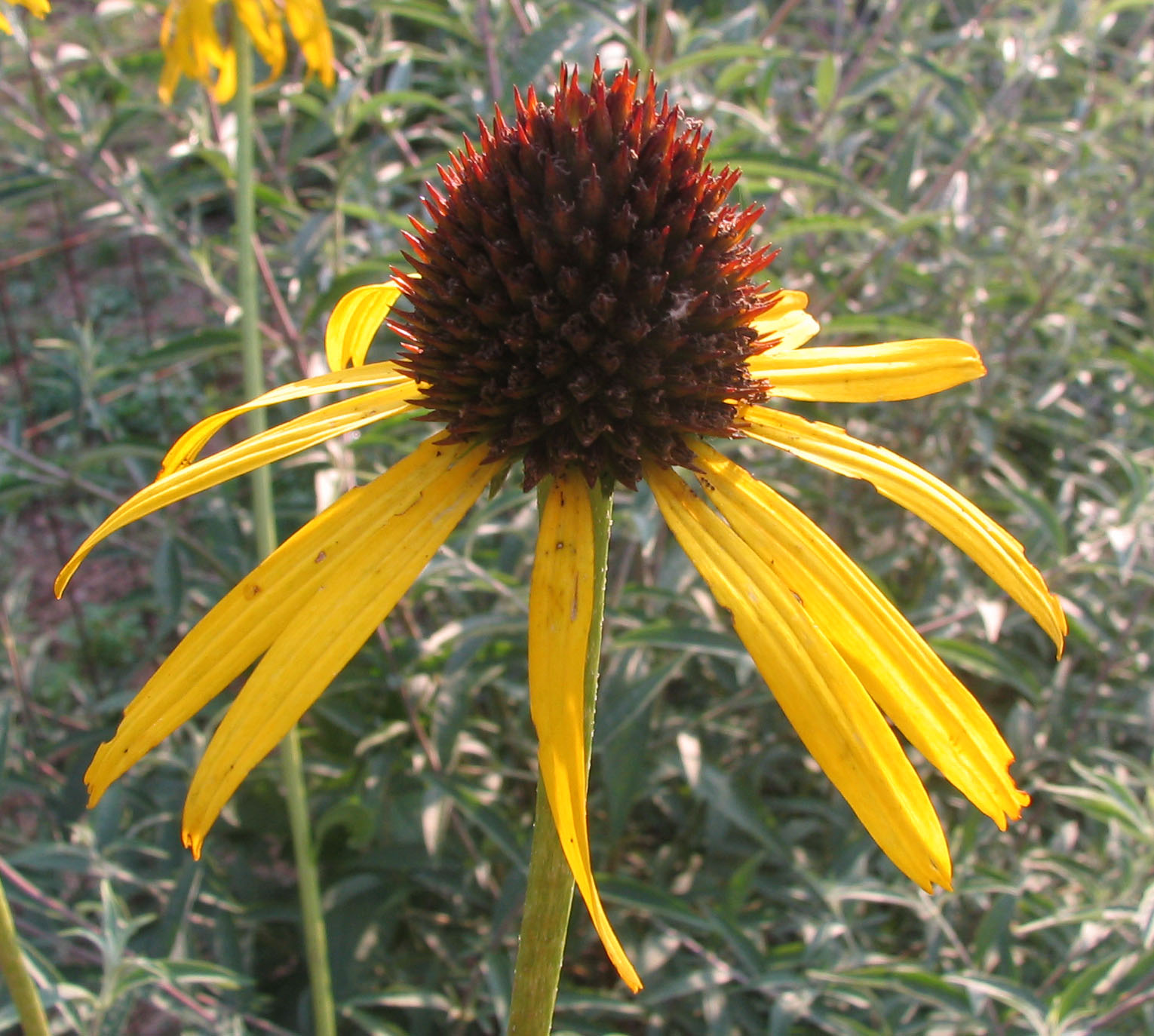
Echinacea paradoxa
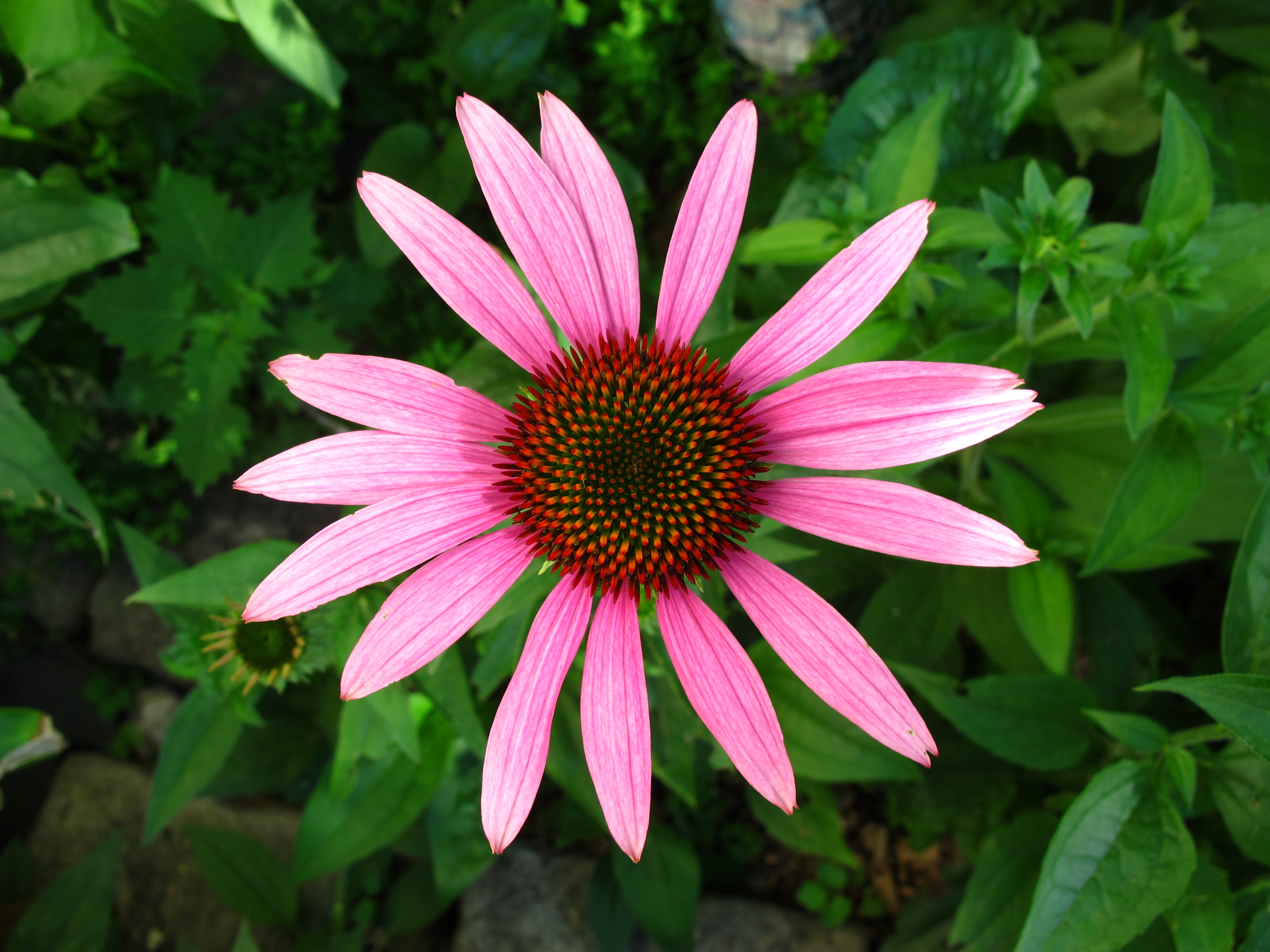
Echinacea purpurea
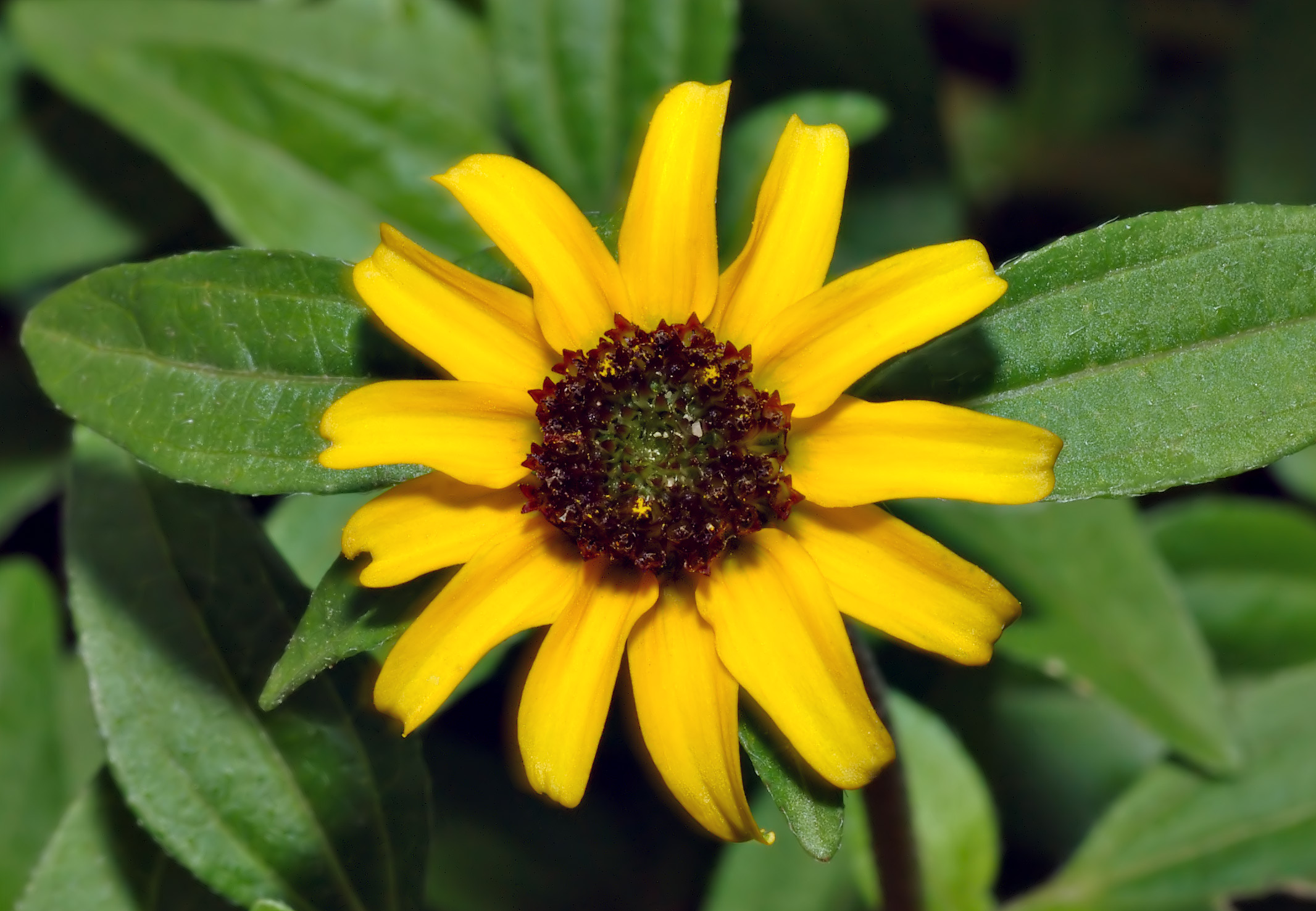
Sanvitalia procumbens
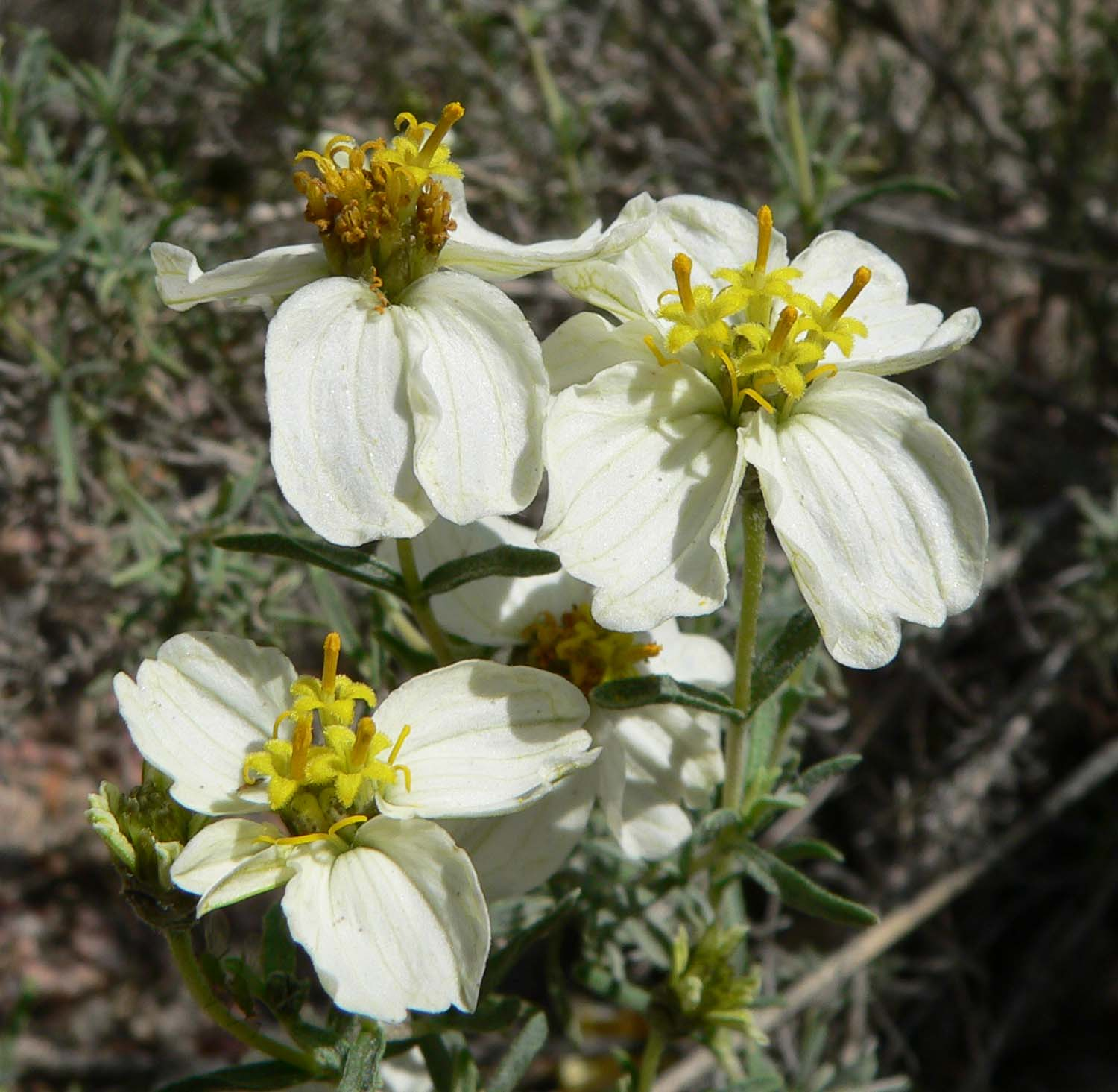
Zinnia acerosa
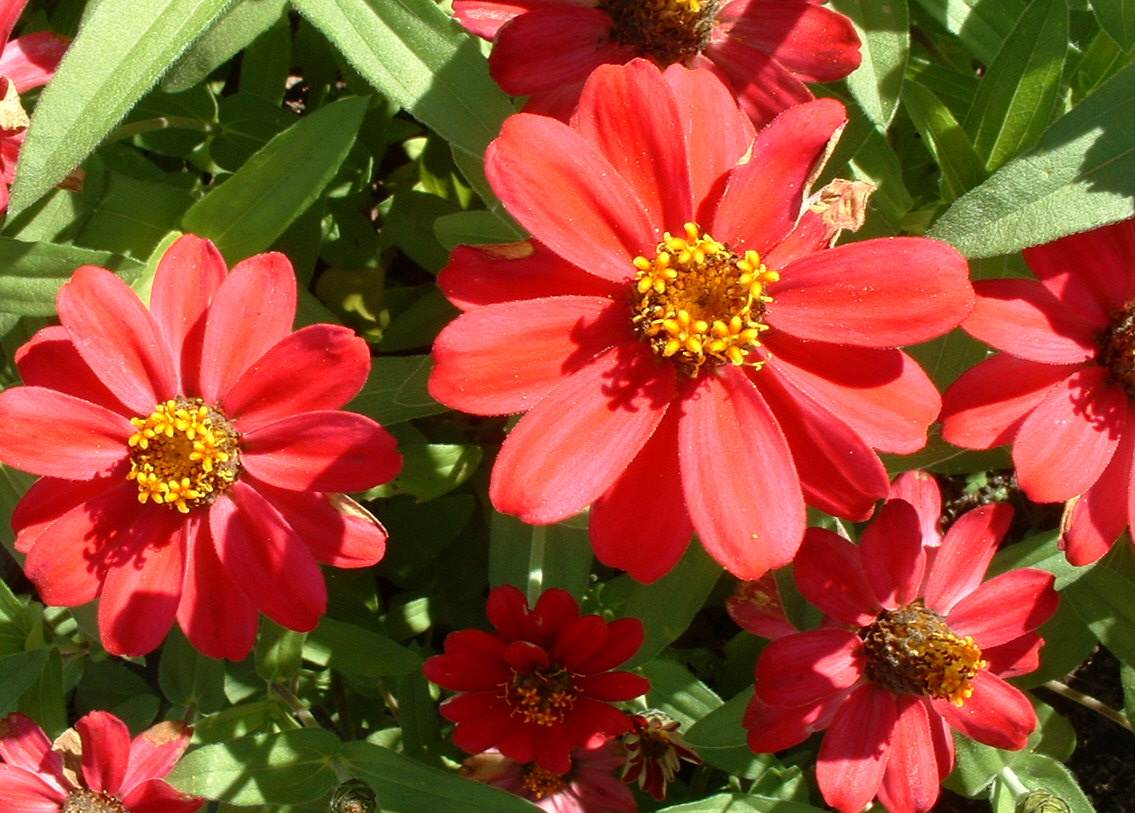
Zinnia elegans
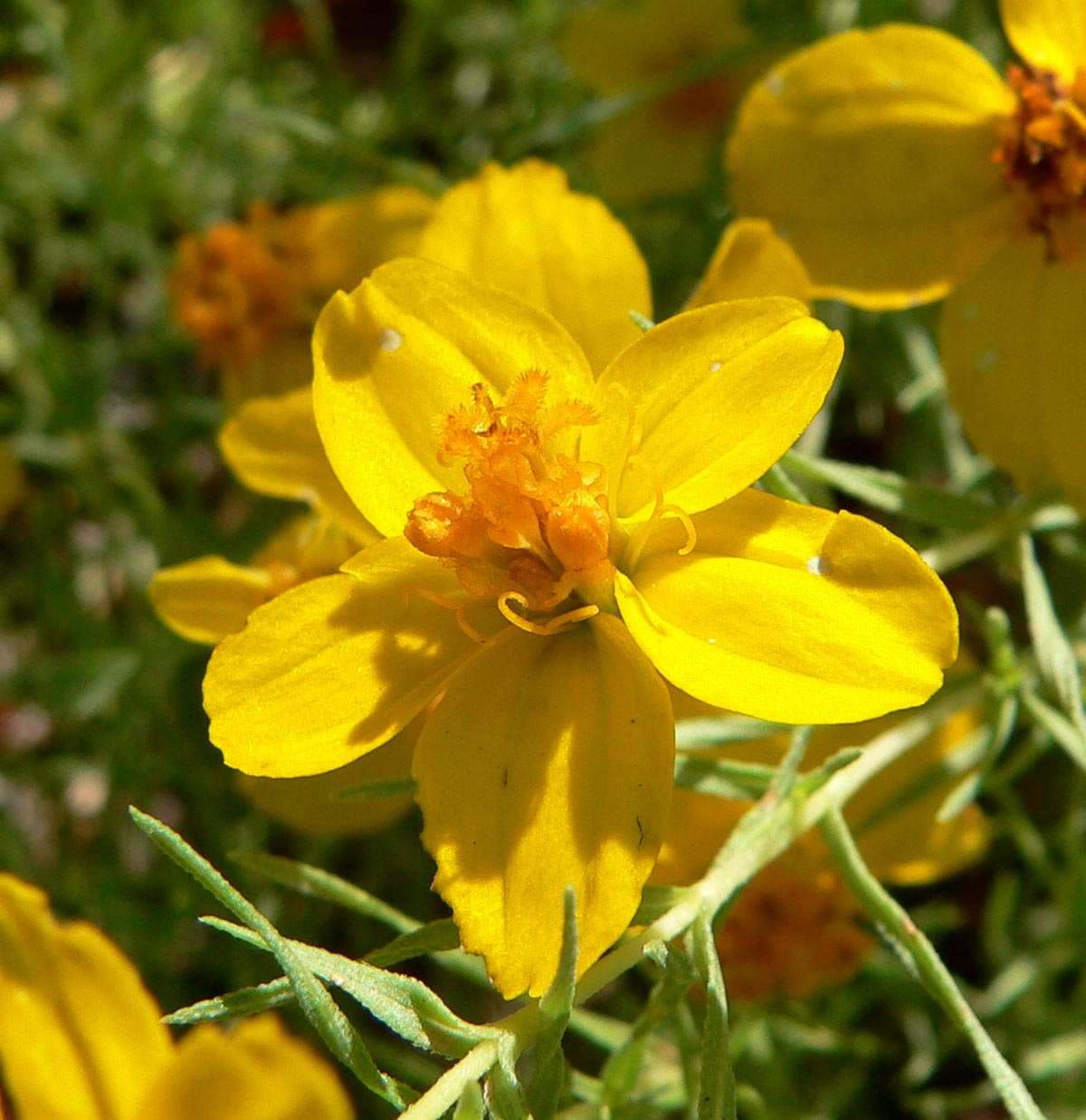
Zinnia grandiflora
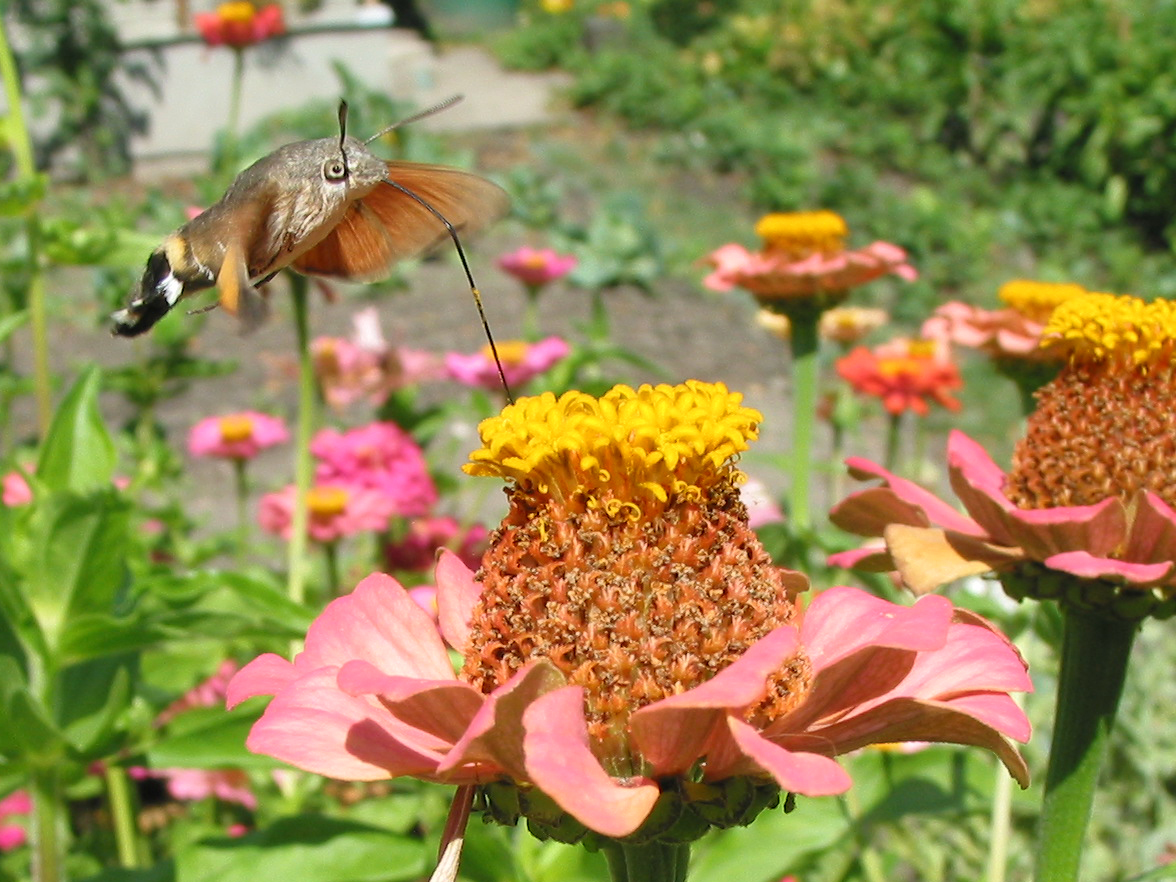
Zinnia violacea